# Liste des monuments historiques de Vieux-Turnhout
Cette page regroupe l'ensemble des monuments classés de la ville belge de Vieux-Turnhout.
| Objet                                                                 | Statut du classement? | Année de construction/architecte | Section communale | Adresse                  | Coordonnées                      | Numéro d'inventaire | Illustration                                           |
| --------------------------------------------------------------------- | --------------------- | -------------------------------- | ----------------- | ------------------------ | -------------------------------- | ------------------- | ------------------------------------------------------ |
| (nl) Schildershof, eclectisch landhuis                                |                       |                                  | Vieux-Turnhout    | Albert Sohiestraat 1     | 51° 19′ 21″ nord, 4° 58′ 55″ est | 11705               | Téléverser                                             |
| (nl) Hoeve                                                            |                       |                                  | Vieux-Turnhout    | Brooseinde 25            | 51° 18′ 59″ nord, 4° 59′ 30″ est | 11706               | Téléverser                                             |
| (nl) Woonstalhuis                                                     |                       |                                  | Vieux-Turnhout    | Brooseinde 53            | 51° 19′ 06″ nord, 4° 59′ 36″ est | 11707               | Téléverser                                             |
| (nl) Priorij Corsendonk, hotel en conferentiecentrum                  | Oui                   |                                  | Vieux-Turnhout    | Corsendonk 5             | 51° 17′ 06″ nord, 5° 00′ 35″ est | 11708               | Téléverser                                             |
| (nl) Hoeve                                                            |                       |                                  | Vieux-Turnhout    | Corsendonk 7             | 51° 17′ 20″ nord, 5° 00′ 40″ est | 11709               | Téléverser                                             |
| (nl) Hoeve                                                            |                       |                                  | Vieux-Turnhout    | Dijkzijde 7              | 51° 19′ 09″ nord, 4° 58′ 33″ est | 11710               | Téléverser                                             |
| (nl) Dubbelhuis                                                       |                       |                                  | Vieux-Turnhout    | Dorp 1                   | 51° 19′ 03″ nord, 4° 58′ 53″ est | 11711               | Téléverser                                             |
| (nl) Burgerhuizen                                                     |                       |                                  | Vieux-Turnhout    | Dorp 20                  | 51° 19′ 06″ nord, 4° 58′ 53″ est | 11712               | Téléverser                                             |
| (nl) Burgerhuizen                                                     |                       |                                  | Vieux-Turnhout    | Dorp 21                  | 51° 19′ 06″ nord, 4° 58′ 53″ est | 11712               | Téléverser                                             |
| (nl) Burgerhuizen                                                     |                       |                                  | Vieux-Turnhout    | Dorp 22                  | 51° 19′ 06″ nord, 4° 58′ 53″ est | 11712               | Téléverser                                             |
| (nl) Burgerhuis                                                       |                       |                                  | Vieux-Turnhout    | Steenweg op Mol 1        | 51° 19′ 03″ nord, 4° 58′ 57″ est | 11713               | Téléverser                                             |
| (nl) Gemeentehuis neo-Vlaamse-renaissancestijl                        | Oui                   |                                  | Vieux-Turnhout    | Dorp 31                  | 51° 19′ 03″ nord, 4° 58′ 55″ est | 11714               | Téléverser                                             |
| (nl) Landhuis Klaver, woning                                          |                       |                                  | Vieux-Turnhout    | Goordijk 27              | 51° 18′ 55″ nord, 5° 01′ 29″ est | 11715               | Téléverser                                             |
| (nl) Parochiekerk Sint-Antonius Abt, neoromaanse stijl                | Oui                   |                                  | Vieux-Turnhout    | Heerestraat              | 51° 20′ 11″ nord, 4° 58′ 25″ est | 11716               | (nl) Parochiekerk Sint-Antonius Abt, neoromaanse stijl |
| (nl) Vrije Meisjesschool en klooster, nu Vrije Basisschool            |                       |                                  | Vieux-Turnhout    | Heerestraat 140          | 51° 20′ 12″ nord, 4° 58′ 31″ est | 11717               | Téléverser                                             |
| (nl) Dubbelhuis                                                       |                       |                                  | Vieux-Turnhout    | Heerestraat 140          | 51° 20′ 12″ nord, 4° 58′ 31″ est | 11718               | Téléverser                                             |
| (nl) Woning Tilman, patiowoning                                       |                       |                                  | Vieux-Turnhout    | Herfstdreef 5            | 51° 18′ 01″ nord, 5° 00′ 25″ est | 11719               | Téléverser                                             |
| (nl) Parochiekerk Sint-Bavo                                           | Oui                   |                                  | Vieux-Turnhout    | Kerkstraat               | 51° 19′ 21″ nord, 4° 59′ 07″ est | 11720               | (nl) Parochiekerk Sint-Bavo                            |
| (nl) Torenhof, eclectisch landhuis                                    |                       |                                  | Vieux-Turnhout    | Kerkstraat 35            | 51° 19′ 14″ nord, 4° 58′ 56″ est | 11721               | Téléverser                                             |
| (nl) Gemeentelijke Basisschool                                        |                       |                                  | Vieux-Turnhout    | Kerkstraat 37            | 51° 19′ 16″ nord, 4° 58′ 57″ est | 11722               | Téléverser                                             |
| (nl) Dubbelhuis                                                       |                       |                                  | Vieux-Turnhout    | Kerkstraat 39            | 51° 19′ 16″ nord, 4° 58′ 58″ est | 11723               | Téléverser                                             |
| (nl) Pastorie 1895                                                    | Oui                   |                                  | Vieux-Turnhout    | Kerkstraat 46            | 51° 19′ 17″ nord, 4° 58′ 55″ est | 11724               | Téléverser                                             |
| (nl) Dubbelhuisje                                                     |                       |                                  | Vieux-Turnhout    | Kerkstraat 48            | 51° 19′ 17″ nord, 4° 58′ 56″ est | 11725               | Téléverser                                             |
| (nl) Dubbelhuisje                                                     |                       |                                  | Vieux-Turnhout    | Kerkstraat 50            | 51° 19′ 18″ nord, 4° 58′ 56″ est | 11726               | Téléverser                                             |
| (nl) Woning Van Hout, woonhuis                                        |                       |                                  | Vieux-Turnhout    | Kuiltjesstraat 147       | 51° 21′ 05″ nord, 4° 58′ 12″ est | 11727               | Téléverser                                             |
| (nl) Hoeve                                                            |                       |                                  | Vieux-Turnhout    | Lage Mierdse Weg 2       | 51° 20′ 35″ nord, 4° 59′ 16″ est | 11728               | Téléverser                                             |
| (nl) Hoeve                                                            |                       |                                  | Vieux-Turnhout    | Leeuwerkstraat           | 51° 21′ 04″ nord, 4° 59′ 11″ est | 11729               | Téléverser                                             |
| (nl) Neogotische kapel                                                |                       |                                  | Vieux-Turnhout    | Lintbekelaan             | 51° 18′ 51″ nord, 5° 01′ 04″ est | 11730               | Téléverser                                             |
| (nl) Woning Kerens, woonhuis met stal                                 |                       |                                  | Vieux-Turnhout    | Lintbekelaan 3           | 51° 18′ 47″ nord, 5° 01′ 02″ est | 11731               | Téléverser                                             |
| (nl) Woonstalhuis                                                     |                       |                                  | Vieux-Turnhout    | Nadorst 50               | 51° 19′ 17″ nord, 4° 58′ 32″ est | 11732               | Téléverser                                             |
| (nl) Woonstalhuis                                                     |                       |                                  | Vieux-Turnhout    | Neerstraat 83            | 51° 18′ 49″ nord, 4° 59′ 08″ est | 11733               | Téléverser                                             |
| (nl) Recent woonhuis + langsschuur, 1810                              |                       |                                  | Vieux-Turnhout    | Neerstraat 98            | 51° 18′ 45″ nord, 4° 59′ 10″ est | 11734               | Téléverser                                             |
| (nl) Wevershuisjes                                                    |                       |                                  | Vieux-Turnhout    | Oude Arendonkse Baan 25  | 51° 18′ 54″ nord, 4° 59′ 30″ est | 11735               | Téléverser                                             |
| (nl) Wevershuisjes                                                    |                       |                                  | Vieux-Turnhout    | Oude Arendonkse Baan 27  | 51° 18′ 54″ nord, 4° 59′ 30″ est | 11735               | Téléverser                                             |
| (nl) Wevershuisjes                                                    |                       |                                  | Vieux-Turnhout    | Oude Arendonkse Baan 29  | 51° 18′ 54″ nord, 4° 59′ 30″ est | 11735               | Téléverser                                             |
| (nl) Pannenfabriek T.T.R.                                             |                       |                                  | Vieux-Turnhout    | Pannenfabriek 1          | 51° 21′ 43″ nord, 4° 58′ 01″ est | 11736               | Téléverser                                             |
| (nl) Kapel Onze-Lieve-Vrouw-ter-Sneeuw                                |                       |                                  | Vieux-Turnhout    | Polderstraat             | 51° 20′ 11″ nord, 4° 58′ 09″ est | 11737               | Téléverser                                             |
| (nl) Pastorie, dubbelhuis                                             |                       |                                  | Vieux-Turnhout    | Polderstraat 33          | 51° 20′ 12″ nord, 4° 58′ 24″ est | 11738               | Téléverser                                             |
| (nl) Pastorie, dubbelhuis                                             |                       |                                  | Vieux-Turnhout    | Polderstraat 42          | 51° 20′ 11″ nord, 4° 58′ 13″ est | 11739               | Téléverser                                             |
| (nl) Arbeiderswoningen, dubbelhuisjes                                 |                       |                                  | Vieux-Turnhout    | Polderstraat 77          | 51° 20′ 12″ nord, 4° 58′ 14″ est | 11740               | Téléverser                                             |
| (nl) Arbeiderswoningen, dubbelhuisjes                                 |                       |                                  | Vieux-Turnhout    | Polderstraat 79          | 51° 20′ 12″ nord, 4° 58′ 14″ est | 11740               | Téléverser                                             |
| (nl) Kapel van Rhoode of 't Rooi's Kapelleke, veldkapel               |                       |                                  | Vieux-Turnhout    | Rhoode                   | 51° 18′ 11″ nord, 5° 01′ 50″ est | 11741               | Téléverser                                             |
| (nl) Woning met schuur                                                |                       |                                  | Vieux-Turnhout    | Rhoode 52                | 51° 18′ 08″ nord, 5° 01′ 47″ est | 11742               | Téléverser                                             |
| (nl) Hoeve met woonstalhuis                                           |                       |                                  | Vieux-Turnhout    | Schuurhoven 15           | 51° 20′ 11″ nord, 4° 58′ 38″ est | 11743               | Téléverser                                             |
| (nl) Hoeve                                                            |                       |                                  | Vieux-Turnhout    | Schuurhovenberg 30       | 51° 19′ 41″ nord, 4° 59′ 45″ est | 11744               | Téléverser                                             |
| (nl) Eigen woning P. Neefs 1963                                       | Oui                   |                                  | Vieux-Turnhout    | Schuurhoven 125          | 51° 19′ 56″ nord, 4° 58′ 54″ est | 11745               | Téléverser                                             |
| (nl) Gebouwtje in cottagestijl                                        |                       |                                  | Vieux-Turnhout    | Staatsbaan 1             | 51° 18′ 28″ nord, 5° 00′ 39″ est | 11746               | Téléverser                                             |
| (nl) Woning Verboven 1962                                             |                       |                                  | Vieux-Turnhout    | Staatsbaan 20            | 51° 18′ 38″ nord, 5° 00′ 45″ est | 11747               | Téléverser                                             |
| (nl) Parochiekerk Onbevlekt Hart van Maria                            |                       |                                  | Vieux-Turnhout    | Steenweg op Mol          | 51° 18′ 34″ nord, 5° 00′ 08″ est | 11748               | (nl) Parochiekerk Onbevlekt Hart van Maria             |
| (nl) Enkelhuis                                                        |                       |                                  | Vieux-Turnhout    | Steenweg op Mol 17       | 51° 19′ 00″ nord, 4° 59′ 03″ est | 11749               | Téléverser                                             |
| (nl) Vervallen molen (bovenkruier) 1904                               |                       |                                  | Vieux-Turnhout    | Steenweg op Mol 77       | 51° 18′ 48″ nord, 4° 59′ 20″ est | 11750               | Téléverser                                             |
| (nl) Hoeve                                                            |                       |                                  | Vieux-Turnhout    | Steenweg op Mol 137      | 51° 18′ 40″ nord, 4° 59′ 50″ est | 11751               | Téléverser                                             |
| (nl) Domein De Witte Brem, landhuis, vijver, park                     |                       |                                  | Vieux-Turnhout    | Steenweg op Mol 154      | 51° 18′ 45″ nord, 4° 59′ 54″ est | 11752               | Téléverser                                             |
| (nl) Domein Het Zwaneven, villa, park, vijver                         |                       |                                  | Vieux-Turnhout    | Steenweg op Mol 195      | 51° 18′ 20″ nord, 5° 00′ 31″ est | 11753               | Téléverser                                             |
| (nl) Gebouwtje                                                        |                       |                                  | Vieux-Turnhout    | Steenweg op Mol 222      | 51° 18′ 16″ nord, 5° 00′ 58″ est | 11754               | Téléverser                                             |
| (nl) Hoeve                                                            |                       |                                  | Vieux-Turnhout    | Steenweg op Ravels 1     | 51° 20′ 08″ nord, 4° 58′ 07″ est | 11755               | Téléverser                                             |
| (nl) Hoeve                                                            |                       |                                  | Vieux-Turnhout    | Steenweg op Ravels 42    | 51° 20′ 13″ nord, 4° 58′ 06″ est | 11756               | Téléverser                                             |
| (nl) Herenhuis met park                                               |                       |                                  | Oud-Turnhout      | Steenweg op Ravels 229   | 51° 20′ 50″ nord, 4° 58′ 47″ est | 11758               | Téléverser                                             |
| (nl) Enkelhuis                                                        |                       |                                  | Oud-Turnhout      | Steenweg op Turnhout 25  | 51° 19′ 07″ nord, 4° 58′ 43″ est | 11759               | Téléverser                                             |
| (nl) Enkelhuis                                                        |                       |                                  | Oud-Turnhout      | Steenweg op Turnhout 95  | 51° 19′ 13″ nord, 4° 58′ 24″ est | 11760               | Téléverser                                             |
| (nl) Woning Bisaerts, enkelhuis                                       |                       |                                  | Vieux-Turnhout    | Steenweg op Turnhout 122 | 51° 19′ 16″ nord, 4° 58′ 16″ est | 11761               | Téléverser                                             |
| (nl) Hoeve                                                            | Oui                   |                                  | Vieux-Turnhout    | Steenweg op Sevendonk 28 | 51° 19′ 01″ nord, 4° 58′ 46″ est | 11762               | Téléverser                                             |
| (nl) Dubbelhuis                                                       |                       |                                  | Oud-Turnhout      | Steenweg op Sevendonk 76 | 51° 18′ 53″ nord, 4° 58′ 46″ est | 11763               | Téléverser                                             |
| (nl) Vrije meisjesschool en kloostertje, nu Gemeentelijke Basisschool |                       |                                  | Oud-Turnhout      | Van der Bekenlaan 15     | 51° 19′ 08″ nord, 4° 59′ 01″ est | 11764               | Téléverser                                             |
| (nl) Tuinwijk met werkmanswoningen                                    |                       |                                  | Oud-Turnhout      | Werkendam 27             | 51° 20′ 57″ nord, 4° 58′ 31″ est | 11765               | Téléverser                                             |
| (nl) Tuinwijk met werkmanswoningen                                    |                       |                                  | Oud-Turnhout      | Werkendam 29             | 51° 20′ 57″ nord, 4° 58′ 31″ est | 11765               | Téléverser                                             |
| (nl) Tuinwijk met werkmanswoningen                                    |                       |                                  | Oud-Turnhout      | Werkendam 31             | 51° 20′ 57″ nord, 4° 58′ 31″ est | 11765               | Téléverser                                             |
| (nl) Tuinwijk met werkmanswoningen                                    |                       |                                  | Oud-Turnhout      | Werkendam 33             | 51° 20′ 57″ nord, 4° 58′ 31″ est | 11765               | Téléverser                                             |
| (nl) Tuinwijk met werkmanswoningen                                    |                       |                                  | Oud-Turnhout      | Werkendam 35             | 51° 20′ 57″ nord, 4° 58′ 31″ est | 11765               | Téléverser                                             |
| (nl) Tuinwijk met werkmanswoningen                                    |                       |                                  | Oud-Turnhout      | Werkendam 37             | 51° 20′ 57″ nord, 4° 58′ 31″ est | 11765               | Téléverser                                             |
| (nl) Vml. directeurswoning, villa                                     |                       |                                  | Vieux-Turnhout    | Werkendam 79             | 51° 21′ 08″ nord, 4° 58′ 16″ est | 11766               | Téléverser                                             |
| (nl) De Liereman                                                      | Oui                   |                                  | Vieux-Turnhout    | Schuurhovenberg 21       | 51° 20′ 04″ nord, 5° 00′ 10″ est | 200545              | Téléverser                                             |